# پائونیا سوفروتیکوسا
پائونیا سوفروتیکوسا (نام علمی: Paeonia suffruticosa) یا به چینی موتان یا به ژاپنی بوتان (به ژاپنی: 牡丹 ボタン) نام یک گونه از سردهٔ گل صدتومانی است. این نوع گل بیشتر در چین یافت می‌شود. این گل یکی از سمبل‌های فرهنگی کشور چین است.

## نگارخانه

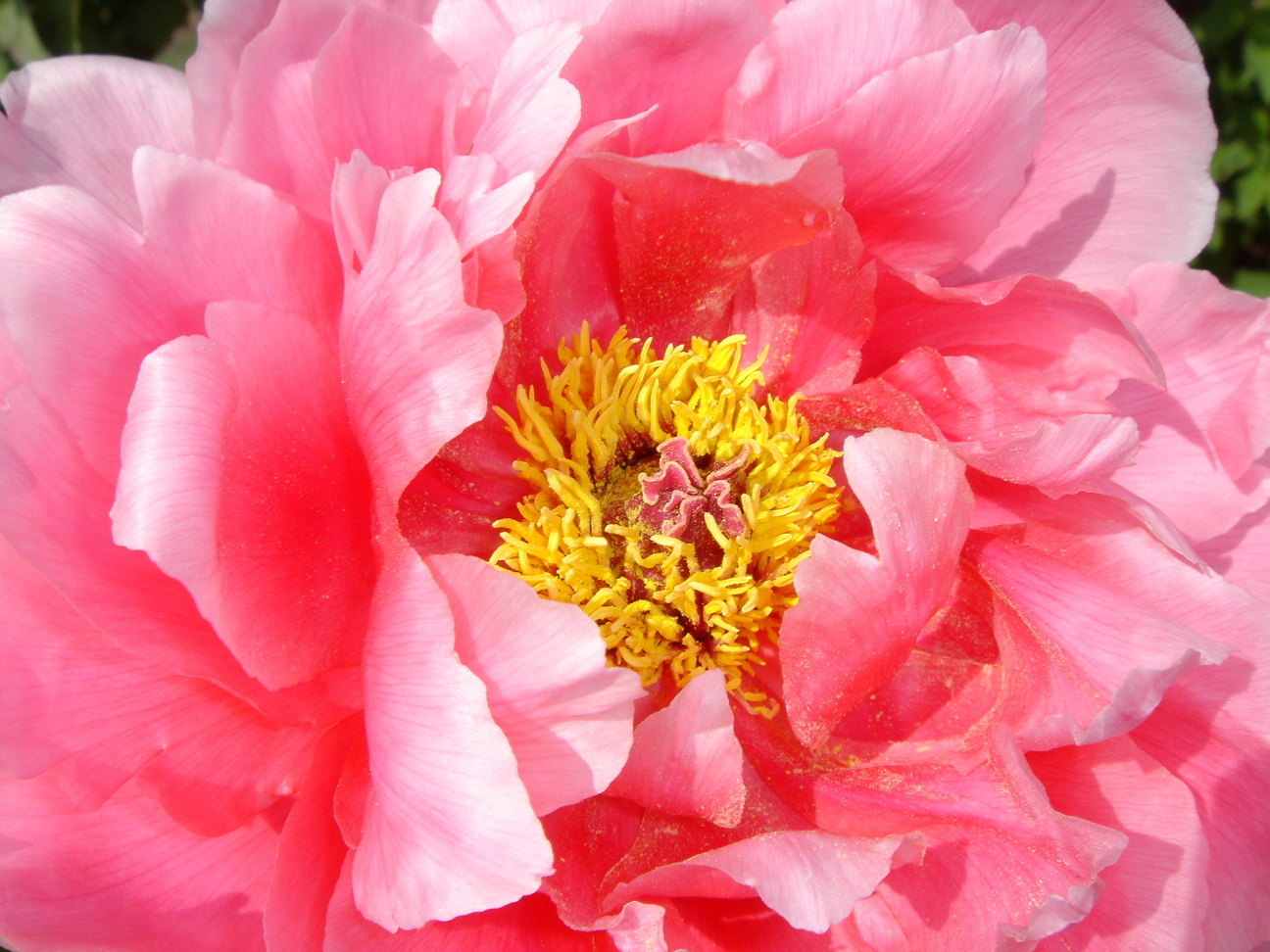
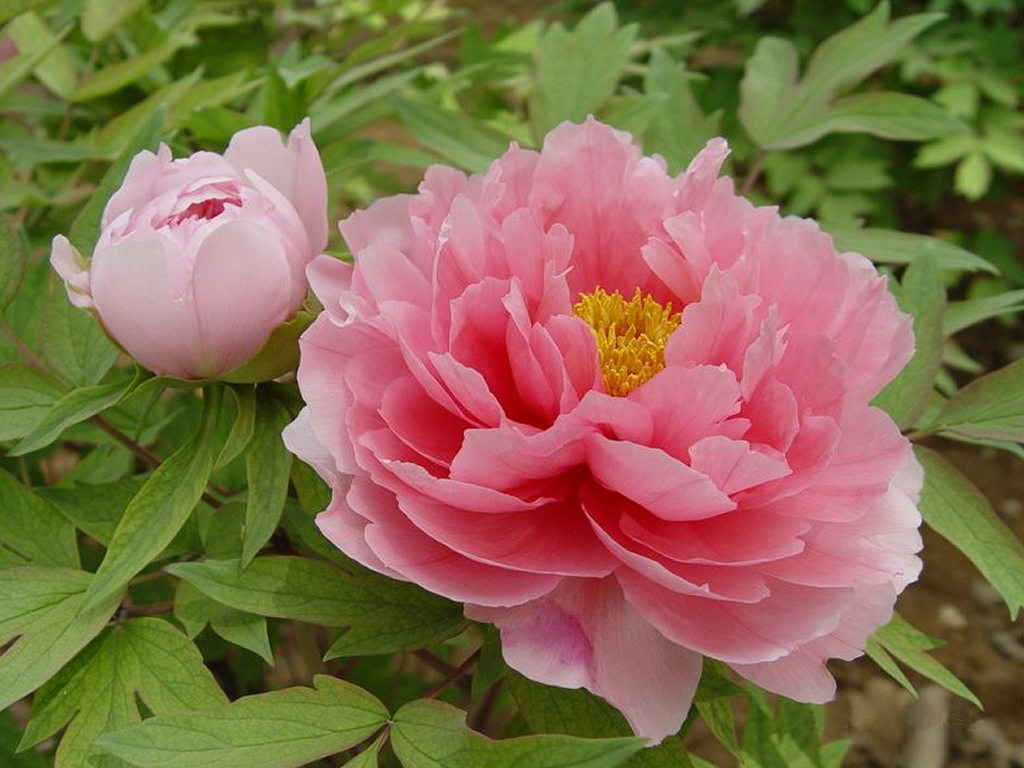